# Adam Ondra
Adam Ondra, född 5 februari 1993 i Brno, är en tjeckisk professionell sportklättrare som räknas till en av de bästa klättrarna i världen.
Beryktade leder som Ondra klättrat är bland annat La Dura Dura (spanska för "den svåra svåra") i Oliana, Spanien (2013) samt Silence på berget Hanshelleren i Flatanger, Norge (2017).